# Hinkelien Schreuder
Hinkelien Schreuder (Goor, 13 febbraio 1984) è un'ex nuotatrice olandese.
Specializzata nello stile libero e nel dorso vive ad Eindhoven dove studia fisioterapia e si allena nello stesso club del pluri-campione olimpico Pieter van den Hoogenband.
Fece il suo esordio internazionale nel 1999 ai Campionati europei junior di Mosca. Vincitrice di un oro mondiale in vasca corta, con record del mondo, nella 4x100 m sl a Shanghai nel 2006.

Ha inoltre conquistato numerosi ori ai Campionati europei in vasca corta sempre con le staffette olandesi.
Attualmente detiene i seguenti record in vasca corta:
- 100 m misti: 57"74 (record mondiale)
- 4x50 m stile libero: 1'34"82 (record mondiale)
- 4x50 m mista: 1'47"44 (record mondiale)
- 4x100 m stile libero: 3'29"42 (record mondiale)

## Palmarès
Nel suo palmarès si segnalano i seguenti risultati:
- Giochi olimpici:

Pechino 2008: oro nella 4x100m sl.
Londra 2012: argento nella 4x100m sl.
- Mondiali

Roma 2009: oro nella 4x100m sl
- Mondiali in vasca corta

Shanghai 2006: oro nella 4x100m sl
Manchester 2008: oro nella 4x100m sl, argento nei 50m sl e nei 50m farfalla.
Dubai 2010: oro nella 4x100m sl, argento nei 50m sl e bronzo nei 100m misti.
- Europei:

Eindhoven 2008: argento nei 50m sl e bronzo nella 4x100m misti.
Budapest 2010: argento nei 50m sl.
Debrecen 2012: argento nei 50m sl.
- Europei in vasca corta:

Anversa 2001: argento nella 4x50m sl.
Dublino 2003: oro nella 4x50m sl e bronzo nella 4x50m misti.
Vienna 2004: oro nella 4x50m sl e nella 4x50m misti e bronzo nei 50m sl.
Trieste 2005: oro nella 4x50m sl e nella 4x50m misti e bronzo nei 100m misti
Debrecen 2007: oro nella 4x50m sl, bronzo nei 50m sl e nei 50m farfalla.
Fiume 2008: oro nei 50m farfalla, nella 4x50m sl e nella 4x50m misti e argento nei 50m sl.
Istanbul 2009: oro nei 50m sl, nei 50m farfalla, nei 100m misti, nella 4x50m sl e nella 4x50m misti.
Eindhoven 2010: oro nella 4x50m sl e nella 4x50m misti, argento nei 50m sl, nei 50m farfalla e nei 100m misti.
- Europei giovanili

Dunkerque 2000: argento nei 50m sl e nei 50m farfalla e bronzo nei 100m sl.